# 32-га армія (СРСР)
Три́дцять дру́га а́рмія (32 А) — загальновійськова армія у складі Збройних сил СРСР під час німецько-радянської війни з 16 липня 1941 по серпень 1945.

## Командування
- Командувачі:
  - генерал-лейтенант Кликов М. К. (липень — серпень 1941);
  - генерал-майор Федюнінський І. І. (серпень — вересень 1941);
  - генерал-майор Вишневський С. В. (вересень — жовтень 1941).
  - генерал-майор, з червня 1942 генерал-лейтенант Трофименко С. Г. (березень — червень 1942);
  - генерал-лейтенант Гореленко П. Д. (червень 1942 — до кінця війни).